# Gunnar Mothander
Karl Gunnar Larsson Mothander, född 29 juli 1877 i Nors socken, död 11 september 1958 i Stockholm, var en svensk ingenjör, industriman och kommunalpolitiker.

## Biografi
Gunnar Mothander var son till lantbrukaren Karl Gustaf Larsson; efternamnet Mothander tog han senare efter sin morfar. Han avlade mogenhetsexamen vid Karlstads högre allmänna läroverk 1896 och blev samma år elev vid Kungliga tekniska högskolan. År 1899 avlade Mothander examen från fackavdelningen för elektroteknik där och studerade därefter 1899–1900 vid Technische Hochschule i Berlin-Charlottenburg. Han anställdes 1900 vid General Eletric Company i Schenectady och arbetade därefter fram till 1903 vid Johnson Lundell Electric Traction Company i New York och vid Westing Electric & Manufacturing Company i Pittsburgh. 
Åren 1903–1913 var Mothander filialchef för Elektriska Magnet och Nya förenade elektriska AB i Malmö och var 1907–1913 och 1922 ledamot av styrelsen för Elektriska arbetsgivarföreningen. Åren 1913–1916 var han försäljningschef och vice VD för Nya förenade elektriska AB i Ludvika, 1914–1919 befälhavare för landstormsområde 57a och 1916–1919 ordförande i styrelsen för Ludvika kommunala mellanskola. Mothander var 1916–1920 chef för ASEA:s bergslagsfilial och 1917–1920 ledamot av Ludvika stadsfullmäktige. Han var 1919–1944 ledamot av Sveriges landstormsföreningars överstyrelse och av dess verkställande utskott, vice ordförande i verkställande utskottet 1920–1943 och chef för ASEA:s filialinspektion (från 1922 kallad Filialbyrån); i samband med att han tillträdde den senare posten flyttade han från Ludvika till Västerås. Mothander var ordförande i Sveriges elektriska entreprenörsförening 1921–1943, befälhavare över landstormsområde 53b (Västerås) 1922–1943, ledamot av Röda korsets distriktsstyrelse i Västmanland 1925–1942, fullmäktig i Sveriges teknisk-industriella skiljedomsinstitut 1926–1946, fullmäktig i Föreningen för elektricitetens rationella användning (FERA) 1927–1945, ordförande i styrelsen för Elektriska AB Sivers & Häger, ledamot av styrelsen för AB Svenska fläktfabriken 1933, ordförande i styrelsen för AB Västerås elektriska byrå 1933–1943, ordförande i styrelsen för Röda korskåren i Västerås 1936–1943, ordförande i styrelsen för AB Göran Kärnes elektrotekniska byrå 1939–1943 samt ordförande i styrelsen för A Heilborns elektriska AB 1940–1943. Mothander var från 1951 ordförande i styrelsen för Västmanlands landstormsförbund.